# Nikdo není perfektní
Nikdo není perfektní je český televizní pořad, premiérově vysílaný v letech 2014–2016 na TV Barrandov.
Pořad byl postaven na konceptu slovenské show Aj múdry schybí, název odkazoval k podobné soutěži Nikdo není dokonalý. Každá epizoda se skládala z 5 otázek, přičemž každá byla položena na ulicích 7 respondentům. Ve studiu byli 2 soutěžící, kteří tipovali, kolik správných odpovědí se mezi respondenty objeví.
Moderátoři pořadu se několikrát vystřídali, patřili mezi ně Jiří Krampol, Patrik Hezucký, Heidi Janků, Lenka Novotná a Mahulena Bočanová.

## Seznam epizod

### První řada (2014)
Moderátoři: Patrik Hezucký a Heidi Janků
| Č. v pořadu | Č. v řadě | Host č. 1             | Host č. 2      | Vítěz     | Premiéra v ČR  |
| ----------- | --------- | --------------------- | -------------- | --------- | -------------- |
| 1           | 1         | Josef Alois Náhlovský | Josef Mladý    | host č. 1 | 20. září 2014  |
| 2           | 2         | Hana Zagorová         | Jiří Dvořák    | host č. 2 | 27. září 2014  |
| 3           | 3         | Miloš Knor            | Lukáš Pavlásek | host č. 2 | 4. října 2014  |
| 4           | 4         | Sabina Laurinová      | Ivo Šmoldas    | host č. 1 | 11. října 2014 |
| 5           | 5         | Ricardo Hoineff       | Petr Jablonský | host č. 2 | 18. října 2014 |

### Druhá řada (2015)
Moderátoři: Patrik Hezucký a Heidi Janků
| Č. v pořadu | Č. v řadě | Host č. 1        | Host č. 2       | Vítěz     | Premiéra v ČR |
| ----------- | --------- | ---------------- | --------------- | --------- | ------------- |
| 6           | 1         | Marta Jandová    | Petr Janda      | host č. 1 | 2015          |
| 7           | 2         | Ivan Vodochodský | Richard Tesařík | host č. 2 | 2015          |

Moderátoři: Jiří Krampol a Lenka Novotná
| Č. v pořadu | Č. v řadě | Host č. 1         | Host č. 2                  | Vítěz     | Premiéra v ČR |
| ----------- | --------- | ----------------- | -------------------------- | --------- | ------------- |
| 8           | 3         | Tomáš Töpfer      | Kateřina Macháčková        | host č. 1 | 2015          |
| 9           | 4         | Uršula Kluková    | Luděk Sobota               | host č. 1 | 2015          |
| 10          | 5         | Sandra Pogodová   | Martin Zounar              | host č. 2 | 2015          |
| 11          | 6         | Aťka Janoušková   | Radim Uzel                 | host č. 2 | 2015          |
| 12          | 7         | Marie Formáčková  | Petr Jančařík              | host č. 2 | 2015          |
| 13          | 8         | Lou Fanánek Hagen | Michal David               | host č. 1 | 2015          |
| 14          | 9         | Radoslav Banga    | Pavel Šporcl               | host č. 2 | 2015          |
| 15          | 10        | Václav Vydra      | Michal Novotný             | host č. 1 | 2015          |
| 16          | 11        | Aleš Cibulka      | Michal Jagelka             | host č. 2 | 2015          |
| 17          | 12        | Hana Čížková      | Otakar Brousek ml.         | host č. 1 | 2015          |
| 18          | 13        | Ivanka Devátá     | Kateřina Kaira Hrachovcová | host č. 1 | 2015          |
| 19          | 14        | Jana Švandová     | Ota Jirák                  | host č. 2 | 2015          |
| 20          | 15        | Jakub Vágner      | Karel Vágner               | host č. 2 | 2015          |
| 21          | 16        | Michal Dvořák     | Jaroslav Svěcený           | host č. 2 | 2015          |
| 22          | 17        | Dana Morávková    | Alice Bendová              | host č. 2 | 2015          |
| 23          | 18        | Vlastimil Harapes | Jan Přeučil                | host č. 2 | 2015          |
| 24          | 19        | Ludmila Molínová  | Mojmír Maděrič             | host č. 2 | 2015          |

Moderátoři: Jiří Krampol a Mahulena Bočanová
| Č. v pořadu | Č. v řadě | Host č. 1              | Host č. 2           | Vítěz     | Premiéra v ČR |
| ----------- | --------- | ---------------------- | ------------------- | --------- | ------------- |
| 25          | 20        | Lenka Filipová         | Peter Nagy          | host č. 2 | 2015          |
| 26          | 21        | Eva Pilarová           | Josef Zíma          | remíza    | 2015          |
| 27          | 22        | Roman Skamene          | Jaroslav Sypal      | host č. 2 | 2015          |
| 28          | 23        | Linda Finková          | Jiří Helekal        | host č. 2 | 2015          |
| 29          | 24        | Václav Upír Krejčí     | Zbigniew Czendlik   | host č. 1 | 2015          |
| 30          | 25        | Petr Urban             | Štěpán Mareš        | host č. 1 | 2015          |
| 31          | 26        | Zdeněk Srstka          | Pavel Soukup        | host č. 2 | 2015          |
| 32          | 27        | Vladimír Hron          | Zdeněk Junák        | host č. 2 | 2015          |
| 33          | 28        | Jiří Paroubek          | Petra Paroubková    | host č. 1 | 2015          |
| 34          | 29        | Jaroslava Obermaierová | Antonín Gondolán    | host č. 1 | 2015          |
| 35          | 30        | Osmany Laffita         | Guy Pascal Gheysens | host č. 2 | 2015          |
| 36          | 31        | Jana Šulcová           | Pavel Trávníček     | host č. 2 | 2015          |
| 37          | 32        | Agáta Hanychová        | Vincent Navrátil    | host č. 1 | 2015          |
| 38          | 33        | Barbora Štěpánová      | Dan Přibáň          | host č. 1 | 2015          |
| 39          | 34        | Jana Altmanová         | Daniel Nekonečný    | host č. 1 | 2015          |

### Třetí řada (2016)
Moderátoři: Jiří Krampol a Mahulena Bočanová
| Č. v pořadu | Č. v řadě | Host č. 1         | Host č. 2             | Vítěz     | Premiéra v ČR |
| ----------- | --------- | ----------------- | --------------------- | --------- | ------------- |
| 40          | 1         | Petra Černocká    | Jakub Smolík          | host č. 1 | 2016          |
| 41          | 2         | Tomio Okamura     | Aleš Brichta          | host č. 1 | 2016          |
| 42          | 3         | Ondřej Hejma      | Josef Carda           | host č. 2 | 2016          |
| 43          | 4         | Michal Pavlata    | Ivan Vyskočil         | host č. 1 | 2016          |
| 44          | 5         | Chantal Poullain  | Oldřich Navrátil      | host č. 2 | 2016          |
| 45          | 6         | Olga Želenská     | Jaromír Meduna        | host č. 1 | 2016          |
| 46          | 7         | Bohouš Josef      | Tomáš Trapl           | host č. 1 | 2016          |
| 47          | 8         | Lukáš Langmajer   | Pavel Kikinčuk        | host č. 2 | 2016          |
| 48          | 9         | Hana Křížková     | Ivo Šmoldas           | host č. 2 | 2016          |
| 49          | 10        | Zdeněk Podhůrský  | Martin Maxa           | host č. 2 | 2016          |
| 50          | 11        | Vašo Patejdl      | Radim Schwab          | host č. 2 | 2016          |
| 52          | 12        | Arnošt Goldflam   | Karel Smyczek         | host č. 1 | 2016          |
| 53          | 13        | Miriam Kantorková | Ladislav Županič      | host č. 1 | 2016          |
| 54          | 14        | Josef Mladý       | Josef Alois Náhlovský | host č. 2 | 2016          |